# Novosofiivka, Nikopol
Novosofiivka (în ucraineană Новософіївка) este localitatea de reședință a comunei Novosofiivka din raionul Nikopol, regiunea Dnipropetrovsk, Ucraina.

## Demografie
Componența lingvistică a localității Novosofiivka
     Ucraineană (93,54%)
     Rusă (5,21%)
Conform recensământului din 2001, majoritatea populației localității Novosofiivka era vorbitoare de ucraineană (93,54%), existând în minoritate și vorbitori de rusă (5,21%) și armeană (1,26%).